# Starîi Iarîciv, Kameanka-Buzka
Starîi Iarîciv (în ucraineană Старий Яричів) este localitatea de reședință a comunei Starîi Iarîciv din raionul Kameanka-Buzka, regiunea Liov, Ucraina.

## Demografie
Componența lingvistică a localității Starîi Iarîciv
     Ucraineană (99,89%)
     Alte limbi (0,11%)
Conform recensământului din 2001, majoritatea populației localității Starîi Iarîciv era vorbitoare de ucraineană (99,89%), existând în minoritate și vorbitori de alte limbi.